# Manuel Barrueco

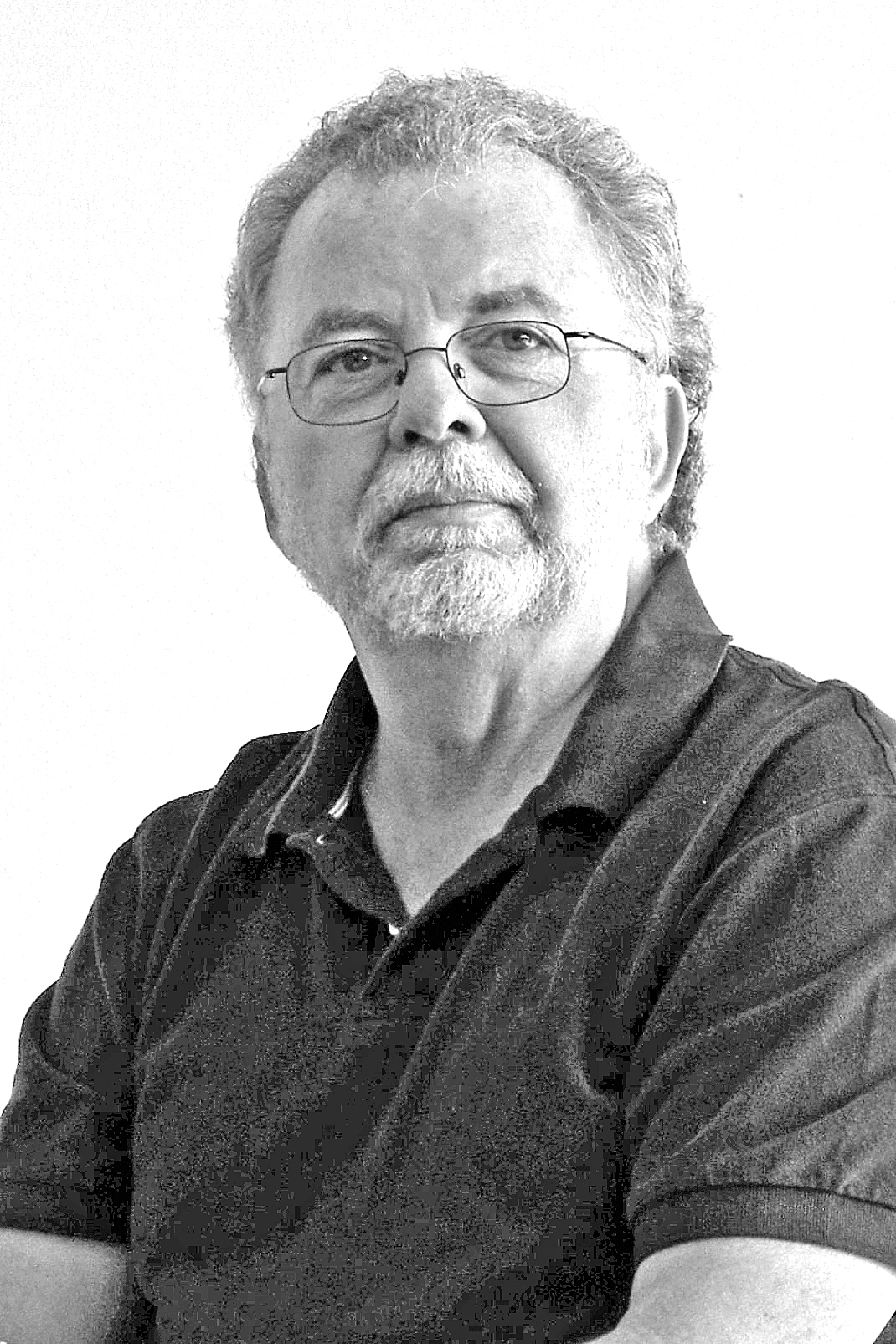

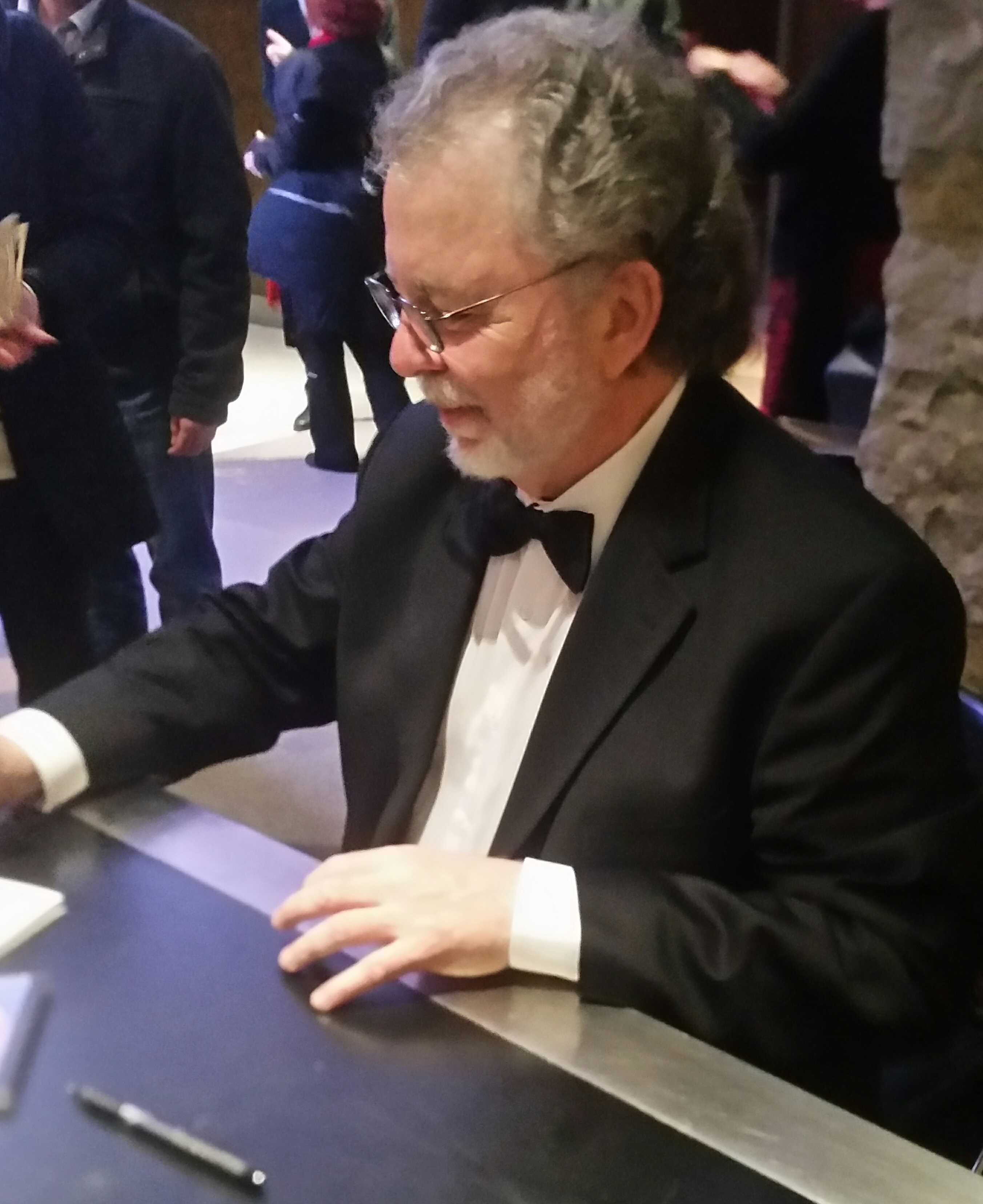
Manuel Barrueco

Manuel Barrueco (* 16. Dezember 1952 in Santiago de Cuba) ist ein kubanischer klassischer Gitarrist.

## Leben
Barrueco begann im Alter von 8 Jahren, Gitarre zu spielen und besuchte das Conservatorio Esteban Salas in seiner Heimat Kuba. 1967 emigrierte er mit seinen Eltern in die USA. Dort studierte er mit einem 1969 als einziger Gitarrist erworbenem Stipendium bei Aaron Shearer am Peabody Conservatory in Baltimore, wo er heute auch als Lehrer tätig ist. Im Alter von 22 Jahren gewann er 1974 als erster Gitarrist den Concert Artists Guild Award. Im gleichen Jahr trat er erstmals in der New Yorker Carnegie Recital Hall auf. Im Rahmen seiner internationalen Konzerttätigkeit spielte er in zahlreichen bedeutenden Konzerthäusern wie z. B. der Royal Albert Hall in London, dem Wiener Musikverein,  dem Concertgebouw in Amsterdam und der Berliner Philharmonie.
Bekannt wurden unter anderem seine auf dem Album  300 Years Of Guitar Masterpieces versammelten Interpretationen der 2. und 4. Lautensuite von Johann Sebastian Bach sowie der Etüden von Heitor Villa-Lobos. Im Jahr 1994 veröffentlichte er eine Transkription für Gitarre des Part IIc von The Köln Concert des Jazzpianisten Keith Jarrett.
Barrueco ist Mitbegründer der Gitarrenklasse an der Manhattan School of Music. Er spielt auf Instrumenten von Robert Ruck.

## Diskographie
- Virtuoso Guitar Duos (2010) mit Franco Platino
- Sounds of the Americas (2009) mit dem Cuarteto Latinoamericano
- Tango Sensations (2008) mit dem Cuarteto Latinoamericano
- Solo Piazzolla (2007)
- Concierto Barroco Guitar concertos by Roberto Sierra, Arvo Pärt and Antonio Vivaldi (2005)
- Nylon & Steel, mit Al Di Meola, Steve Morse und Andy Summers (2001)
- ¡Cuba! (1999)
- Cantos y Danzas Guest artists: Barbara Hendricks (soprano) and Emmanuel Pahud (flute).  (1998)
- Rodrigo: Manuel Barrueco – Plácido Domingo (1997)
- Manuel Barrueco: J. S. Bach Sonatas Arr. Barrueco (1997)
- Manuel Barrueco Plays Lennon & McCartney (1995)
- Portrait From Bach to Lennon/McCartney (1994)
- Sometime Ago Compositions by Chick Corea, Keith Jarrett, Paul Simon and Lou Harrison (1994)
- Manuel Barrueco Plays Granados & Falla (1993/1997)
- Manuel Barrueco Plays Albéniz & Turina (1992/1997)
- Annie Laurie The King’s Singers and Manuel Barrueco guitar. (1991)
- Manuel Barrueco Plays Bach & De Visée (1990/1997)
- Mozart: Duets For Flute And Guitar Manuel Barrueco guitar and Ransom Wilson flute (1990)
- Johann Strauss II, An Der Schönen Blauen Donau With The King’s Singers and friends (1990)
- Manuel Barrueco Plays Brouwer, Villa-Lobos & Orbón (1989/1997)
- Manuel Barrueco Plays Mozart & Sor (1988/1997)
- Manuel Barrueco Plays De Falla, Ponce, Rodrigo (1987/1997)
- 300 Years Of Guitar Masterpieces (3 CDs) (1992)